# Kabinett Wendorff III
Das Kabinett Wendorff III bildete vom 30. Juli 1919 bis zum 14. März 1920 die Landesregierung von Mecklenburg-Schwerin.
Der Verfassunggebende Landtag des Freistaates Mecklenburg-Schwerin wählte am 30. Juli 1919 den Ministerpräsidenten und am gleichen Tag die übrigen Staatsminister. Das Kabinett Wendorff II blieb aber noch bis zum 15. August 1919 im Amt. Die Geschäftsverteilung des neuen Kabinetts wurde durch Bekanntmachung vom 20. August 1919 veröffentlicht. Am 14. März 1920 trat das Staatsministerium zurück.
| Amt | Name              | Partei |
| --- | ----------------- | ------ |
| Ministerpräsident Äußeres Landwirtschaft, Domänen und Forsten1                                                                                      | Dr. Hugo Wendorff | DDP    |
| Inneres | Johannes Stelling | SPD    |
| Finanzen2 | Julius Asch       | SPD    |
| Justiz | Fritz Henck       | SPD    |
| geistliche, Unterrichts- und Medizinalangelegenheiten und für Kunst bis 6. Oktober 1919 Unterricht, Kunst, geistliche- und Medizinalangelegenheiten | Hans Sivkovich    | DDP    |

1 Das Landwirtschaftsministerium wurde am 15. August 1919 errichtet. 
 2 Die Abteilung für Verkehrs- und Bauwesen wurde am 21. Oktober 1919 aus dem Finanzministerium ausgegliedert.